# Albina Tuzowa
Albina Tuzowa (ros. Альбина Тузова; ur. 1929, zm. 1984) – radziecka łyżwiarka szybka, dwukrotna medalistka mistrzostw świata.

## Kariera
Pierwszy sukces w karierze Albina Tuzowa osiągnęła w 1961 roku, kiedy zdobyła srebrny medal podczas wielobojowych mistrzostw świata w Tønsbergu. W zawodach tych rozdzieliła na podium dwie rodaczki: Walentinę Stieniną oraz Lidiję Skoblikową. Tuzowa była tam druga w biegach na 500 i 1000 m, trzecia na 1500 m oraz czwarta na dystansie 3000 m. Na rozgrywanych rok później mistrzostwach świata w Imatra wywalczyła brązowy medal. W zawodach tych lepsze okazały się jedynie Inga Woronina oraz Lidija Skoblikowa. W poszczególnych biegach zajmowała kolejno szóste miejsce na 500 m, dziewiąte na 1500 m oraz trzecie na dystansach 1000 i 3000 m. Były to jej jedyne występy na międzynarodowej arenie. Ponadto w 1962 roku zdobyła brązowy medal mistrzostw ZSRR w wieloboju.